# Bristol (Nuevo Hampshire)
Bristol es un pueblo ubicado en el condado de Grafton en el estado estadounidense de Nuevo Hampshire. En el Censo de 2010 tenía una población de 3.054 habitantes y una densidad poblacional de 52,78 personas por km².

## Geografía
Bristol se encuentra ubicado en las coordenadas 43°37′28″N 71°42′37″O / 43.62444, -71.71028. Según la Oficina del Censo de los Estados Unidos, Bristol tiene una superficie total de 57.86 km², de la cual 44.31 km² corresponden a tierra firme y (23.42%) 13.55 km² es agua.

## Demografía
Según el censo de 2010, había 3.054 personas residiendo en Bristol. La densidad de población era de 52,78 hab./km². De los 3.054 habitantes, Bristol estaba compuesto por el 96.92% blancos, el 0.26% eran afroamericanos, el 0.23% eran amerindios, el 0.69% eran asiáticos, el 0% eran isleños del Pacífico, el 0.26% eran de otras razas y el 1.64% pertenecían a dos o más razas. Del total de la población el 1.11% eran hispanos o latinos de cualquier raza.